# Phoenix Wright: Ace Attorney − Dual Destinies
Phoenix Wright: Ace Attorney − Dual Destinies, conhecido no Japão como Gyakuten Saiban 5 (逆転裁判 5, lit. "Turnabout Trial 5"), é um jogo eletrônico de aventura e Visual novel, desenvolvido e publicado pela Capcom para o Nintendo 3DS. É o quinto jogo principal da série Ace Attorney, e o primeiro para o Nintendo 3DS. O jogo se passa um ano após os acontecimentos de Apollo Justice: Ace Attorney e conta com o retorno de Phoenix Wright como o protagonista principal. O jogo foi lançado tanto em mídia física como digital no Japão em 25 de julho de 2013, e apenas em mídia digital nas Américas, Europa e Austrália em 24 de outubro de 2013, via Nintendo eShop. Dual Destinies é o primeiro jogo da série a obter um Mature (M) pelo ESRB.

## Jogabilidade
Dual Destinies mantém o estilo de jogabilidade dos jogos anteriores, no qual o jogador deve utilizar evidências coletadas e encontrar contradições nos depoimentos de testemunhas, para provar que seu cliente é inocente. A jogabilidade se divide em duas seções: Investigações, nas quais jogadores devem investigar locais de interesse e procurar por evidências; e Tribunais, onde eles devem usar as evidências para provar a inocência de seu cliente. O jogo possui gráficos tridimensionais e modelos 3D, o que permite ângulos mais dinâmicos durante o jogo. A câmera em 3D também permite uma maior profundidade nas seções de investigação, como por exemplo possibilitando que se gire a câmera em uma sala para procurar por pistas.
Em adição às mecânicas que retornam dos jogos anteriores, como o "Psyche-Lock" e o "Perceive System", Dual Destinies possui um novo sistema conhecido como Mood Matrix, que dá ao jogador a habilidade de captar emoções ocultas no depoimento de uma testemunha. Se o jogador notar uma emoção contraditória,  como por exemplo um tom de raiva ou alegria em um depoimento triste, ele pode dizer que nota o tom da emoção e pressionar a testemunha para obter mais informações. Dual Destinies também introduz a "Revisualização", que funciona de forma similar ao sistema de "lógica" usado na série Ace Attorney Investigations. O jogador é capaz de rever fatos importantes pelo julgamento e formar conexões entre pedaços de evidência para chegar a novas conclusões. O jogo também conta com conteúdo para download, como um episódio adicional e roupas alternativas.

## Enredo
Dual Destinies se passa um ano depois dos acontecimentos de Apollo Justice: Ace Attorney. O sistema de justiça entrou em uma "era das trevas", carregado de falsas acusações e evidência forjada. A Wright Anything Agency, dirigida por Phoenix Wright, aceita uma nova advogada, Athena Cykes, que é especializada em psicologia analítica, ao lado do jovem advogado Apollo Justice. Trabalhando juntos, Apollo e Athena investigam o caso de um vereador assassinado, tendo que encarar Simon Blackquill, um promotor que permanece em seu papel, apesar de ter recebido uma sentença por assassinato. Logo depois, Athena recebe a tarefa de defender sua amiga de infância, Juniper Woods, quando ela é acusada de assassinar seu professor na escola de direito. Outros casos incluem o assassinato do melhor amigo de Apollo, Clay Terran, e uma explosão na corte. Um conteúdo adicional disponível para download conta com o primeiro caso de Phoenix Wright ao voltar a ser advogado (passando-se cronologicamente entre o segundo e terceiro casos).

## Recepção
O jogo recebeu críticas favoráveis, tendo uma pontuação de 81% no Metacritic e 82.67% no GameRankings. Ele estreou no topo das vendas japonesas, com 250.000 cópias vendidas na primeira semana.
O jogo recebeu o prêmio de Melhor Jogo de Aventura para 3DS de 2013, pela IGN.